# Robot Scientist
Robot Scientist (chiamato anche Adam) è un robot da laboratorio in grado di eseguire indipendentemente esperimenti per testare ipotesi e interpretarne i risultati senza la guida di esseri umani, alleggerendo il carico di lavoro nella sperimentazione di laboratorio.
Il progetto Adam è stato finanziato dall'Engineering and Physical Sciences Research Council e dal Biotechnology and Biological Sciences Research Council.

## Prototipi
Prototipi di questo robot si trovano nelle seguenti università: University of Manchester, Aberystwyth University, Imperial College London, University of Cambridge e Robert Gordon University
Un prototipo chiamato Eve (chiamato così in riferimento ad Adamo ed Eva) sta svolgendo ricerche sullo screening dei farmaci.

## Risultati scientifici
Durante la ricerca sulla genomica funzionale basata sul lievito di birra (Saccharomyces cerevisiae), Adam è diventata la prima macchina nella storia ad aver ottenuto nuove conoscenze scientifiche indipendentemente dai suoi creatori umani.
Creato e sviluppato da un gruppo di scienziati tra cui Ross King, Kenneth Whelan, Ffion Jones, Philip Reiser, Christopher Bryant, Stephen Muggleton, Douglas Kell, Emma Byrne e Steve Oliver)  è in grado di:
- fare ipotesi per spiegare le osservazioni
- ideare esperimenti per mettere alla prova queste ipotesi
- eseguire fisicamente gli esperimenti di laboratorio robotizzati
- interpretare i risultati degli esperimenti
- ripetere il ciclo secondo necessità[21][8][22][23][24]